# Matej Butschany
Matej Butschany (12. února 1731 Zvolen – 2. srpna 1796 Hamburk) byl slovenský fyzik a matematik.
Studoval na univerzitě v Göttingenu, kde získal i doktorát. Přednášel filozofii, logiku a matematiku na své mateřské univerzitě, později v Hamburku. Věnoval se elektrickým a jiným fyzikálním jevům v atmosféře, zdokonalení hromosvodu a meteorologii, o čem i publikoval několik studií. Byl autorem učebnic logiky a algebry (Anfangsgründe der Algebra…, Göttingen 1761, Vídeň 1767).